# Patrick Fabian
Patrick Fabian (Pittsburgh, 7 december 1964) is een Amerikaans acteur.

## Loopbaan
Fabian acteert sinds 1992 in televisieseries. Hij had terugkerende of vaste rollen in onder andere Saved by the Bell: The College Years, Time of Your Life, Providence, Joan of Arcadia, Veronica Mars en Better Call Saul.

## Televisie
- 1992: Silk Stalkings
- 1993: Beverly Hills, 90210 (aflevering The Little Fish)
- 1993-1994: Saved by the Bell: The College Years
- 1994: Murder, She Wrote
- 1995: Melrose Place
- 1996: Boston Common
- 1997: Star Trek: Voyager
- 1997: Millennium
- 1997: General Hospital
- 1998: Xena: Warrior Princess
- 1998: Friends
- 1999: Dharma & Greg
- 1999-2000: Time of Your Life
- 2000: Arli$$
- 2001: Nash Bridges
- 1999-2002: Providence
- 2003: Without a Trace
- 2003: CSI: Crime Scene Investigation
- 2003: Just Shoot Me!
- 2004: Crossing Jordan
- 2004: 24
- 2004: Summerland
- 2004: North Shore
- 2004: Will & Grace
- 2003-2005: Joan of Arcadia
- 2005: Everwood
- 2005: CSI: Miami
- 2005: Reba
- 2005: Twitches
- 2006: Shark
- 2006: Betty in the USA
- 2006: Veronica Mars
- 2008: Snow 2: Brain Freeze
- 2010: The Last Exorcism
- 2015-2022: Better Call Saul
- 2017: Lucifer

- Biblioteca Nacional de España: XX5144498
- Bibliothèque nationale de France: cb16500032g (data)
- Gemeinsame Normdatei: 1052066410
- International Standard Name Identifier: 0000 0001 1921 6256
- Library of Congress Control Number: no2010127133
- MusicBrainz: 3c5c7889-d76c-4063-a0c4-7908a8567cd3
- Nederlandse Thesaurus van Auteursnamen: 332853470
- Virtual International Authority File: 170417235